# Ian Hanavan
Ian Hanavan (Moline, 15 augustus 1980) is een Amerikaans/Belgisch basketballer en basketbalcoach.

## Carrière
Hanavan speelde collegebasketbal voor de UIC Flames en Evansville Purple Aces voordat hij in 2003 deelnam aan de draft. Hij werd niet gekozen en tekende bij de Nederlandse club Omniworld Almere. Na een seizoen maakte hij de overstap naar België en tekende bij Basket Groot Leuven waar hij drie jaar speelde voor naar reeksgenoot Antwerp Giants trok. Tussen 2008 en 2010 speelde hij in Tsjechië voor Orli Prostějov en ČEZ Nymburk.
Hij speelde van 2010 tot 2011 voor het Cypriotische APOEL BC en keerde nadien terug naar België waar hij opnieuw tekende bij de Leuven Bears. Van 2013 tot 2016 speelde hij voor Okapi Aalstar.
In 2018 werd hij assistent onder Yannis Christopoulos bij de Beijing Ducks, hij bleef er tot in 2019. Van 2020 tot 2021 was hij hoofdcoach van Phoenix Brussels maar moest vertrekken door slechte resultaten en werd opgevolgd door Jean-Marc Jaumin. In juni 2022 werd hij coach bij de derdeklasser RPC Anderlecht, hij bleef er coach tot midden januari 2023 toen hij ontslagen werd.

## Privé
Hij verkreeg in 2009 de Belgische nationaliteit.

## Erelijst
- Beker van België: 2005
- Cypriotische supercup: 2011
- Belgische supercup: 2014